# Catherine Vance Yeh
Catherine Vance Yeh ist eine US-amerikanische Sinologin.

## Leben
Von 1976 bis 1980 studierte sie Amerikanistik an der University of California, Santa Cruz. Seit 2006 ist sie Professorin für chinesische und vergleichende Literatur an der Boston University.
Ihre Forschungsinteressen umfassen chinesische Literatur, Medien und visuelle Kultur des 19. und 20. Jahrhunderts. Ihre Arbeit konzentrierte sich auf die sozialen und politischen Implikationen der chinesischen Unterhaltungskultur und -literatur und ihre Auswirkungen auf den sozialen Wandel im China der späten imperialen und republikanischen Ära.

## Schriften (Auswahl)
- Shanghai love. Courtesans, intellectuals, and entertainment culture, 1850–1910. Seattle 2006, ISBN 0-295-98567-4.
- als Herausgeberin mit Doris Croissant and Joshua S. Mostow: Performing the 'Nation'. Gender Politics in Literature, Theatre and the Visual Arts of China and Japan, 1880–1940. Leiden 2008, ISBN 978-90-04-17019-3.
- The Chinese political novel. Migration of a world genre. Cambridge 2015, ISBN 978-0-674-50435-6.
- als Herausgeberin mit Rudolf G. Wagner, Eugenio Menegon und Robert P. Weller: Testing the margins of leisure. Case studies on China, Japan, and Indonesia. Heidelberg 2019, ISBN 978-3-947732-73-9.